# Eupoecilia aburica
Eupoecilia aburica är en fjärilsart som beskrevs av Józef Razowski 1993. Eupoecilia aburica ingår i släktet Eupoecilia och familjen vecklare. Inga underarter finns listade i Catalogue of Life.